# Automóviles España
Automóviles España, Fábrica Nacional de Automóviles F. Batlló, Sociedad en Comandita war ein spanischer Hersteller von Automobilen.

## Unternehmensgeschichte
Das Unternehmen aus Barcelona begann 1917 unter Leitung von Felipe Batlló y Godó mit der Produktion von Automobilen. Der Markenname lautete España. 1927 endete die Produktion, als es zu einer Fusion mit Ricart zu Ricart-España kam.

## Fahrzeuge
Der in wenigen Exemplaren hergestellte Tipo I erhielt einen Vierzylindermotor von MAG. Vom Modell Tipo II mit Vierzylindermotor von Altos mit 1593 oder 1847 cm³ Hubraum und 24 PS Leistung und einem Vierganggetriebe entstanden etwa 850 Exemplare. Im Modell Tipo III kam ein Vierzylindermotor mit OHV-Ventilsteuerung mit 3690 cm³ Hubraum und 58 PS Leistung zum Einsatz; eines der lediglich drei hergestellten Exemplare erwarb der spanische König Alfons XIII. Das Modell Tipo IV mit 4500 cm³ Hubraum und Vierventiltechnik blieb ein Einzelstück. Daneben gab es Rennwagen.
Ein Fahrzeug dieser Marke existiert noch.